# 17 (album)
 (mars 2018).
Pour les articles homonymes, voir Seventeen et 17 (nombre).
Albums de XXXTentacion
?
(2018)
Singles
1. Revenge
Sortie : 18 mai 2017
2. Jocelyn Flores
Sortie : 31 octobre 2017
3. Fuck Love
Sortie : 23 janvier 2018

17 (Seventeen) est le premier album studio de XXXTentacion, sorti le 25 août 2017. Il comporte 11 pistes et comporte les singles Revenge, Jocelyn Flores et Fuck Love. Il s'agit de son deuxième projet commercial solo, succédant à la compilation mixtape Revenge, également publiée en 2017. Il inclut une apparition en invité de Trippie Redd.

## Réception
L'album se classe à la deuxième place du Billboard 200.
En France, l’album est certifié disque de platine le 3 juin 2020.

## Liste des pistes
| 1.    | The Explanation                    | 0:51 |
| 2.    | Jocelyn Flores                     | 1:59 |
| 3.    | Depression & Obsession             | 2:25 |
| 4.    | Everybody Dies In Their Nightmares | 1:35 |
| 5.    | Revenge                            | 2:00 |
| 6.    | Save Me                            | 2:43 |
| 7.    | Dead Inside (Interlude)            | 1:27 |
| 8.    | Fuck Love (feat. Trippie Redd)     | 2:27 |
| 9.    | Carry on                           | 2:10 |
| 10.   | Orlando                            | 2:44 |
| 11.   | Ayala (Outro)                      | 1:40 |
| 21:59 |                                    |      |